# 타비사 루피엔
태비사 루피언(Tabitha Lupien, 1988년 2월 4일 ~ )은 캐나다의 배우이다.
온타리오주 토론토에서 태어났다.

## 출연 작품
- 헤어스프레이 (2007년)
- 다니엘 스틸 - 추억 (1996년)
- 암흑의 질주 (1996년)
- 위험한 선택 (1996년)
- 아이를 빌려드립니다 (1995년)
- 마이키 이야기 3 (1993년)

### 텔레비전
- Ready or Not (1997)